# Klinal variation
Klinal variation er en geografisk kontinuerlig overgang med en gradvis ændring af et eller flere karakteristiske træk hos planter eller dyr, eksempelvis størrelse, farve, fysiologiske egenskaber eller adfærd. Eksempler på fuglearter, som udviser klinal variation, er husskaden (Pica pica) og dens forskellige underarter, lunden (Fratercula arctica) samt forskellige måger i slægten Larus. Begrebet kommer af ordet klin eller økoklin, som er en akse igennem en biotop, langs hvilken en abiotisk (dvs. ikke-biologisk) faktor som fugtighed eller højde varierer.

## Begrebets oprindelse
Det engelske begreb cline (efter græsk: κλίνω) blev skabt af den britiske evolutionære biolog Julian Huxley i 1938.

## Klinal variation hos mennesker
I moderne populationsbiologi opfattes den variation blandt mennesker, der tidligere, og stadig i en del tilfælde blandt lægmænd, kaldtes menneskeracer, snarere som et udslag af klinal variation, idet der er tale om gradvise overgange mellem forskellige populationer, der kan forklares ved tilpasning til forskellige klimaforhold og tilfældig genetisk variation. Den nord-syd-gående variation i hudfarven hos mennesker i den gamle verden er et typisk eksempel på et klinalt variationsmønster, som kan forklares som et resultat af naturlig udvælgelse i respons til forskellige miljøforhold (nemlig graden af ultraviolet stråling).